# El recuerdo del pasado de la tierra
El recuerdo del pasado de la tierra (chino: 地球往事; pinyin: Dìqiú Wǎngshì; 'Earth's Past', inglés Remembrance of Earth's Past) es una serie de novelas de ciencia ficción del escritor chino Liu Cixin. La serie también se conoce popularmente como el problema de los tres cuerpos (en inglés Three-Body) por parte del título de la primera novela de la serie, El problema de los tres cuerpos.  La serie detalla el descubrimiento y la preparación de la humanidad para una fuerza de invasión alienígena del planeta Trisolaris.

## Libros

### Trilogía original
Los libros de la trilogía El recuerdo del pasado de la tierra son: 
| Título (inglés)                 | Fecha          | Notas                                                                                   |
| ------------------------------- | -------------- | --------------------------------------------------------------------------------------- |
| El problema de los tres cuerpos | 2006           | Traducción al inglés de Ken Liu publicada por Tor Books el 11 de noviembre de 2014.     |
| El bosque oscuro                | 2008           | Traducción al inglés de Joel Martinsen publicada por Tor Books el 11 de agosto de 2015. |
| El fin de la muerte             | noviembre 2010 | Traducción al inglés de Ken Liu publicada por Tor Books el 20 de septiembre de 2016.    |

### Serie extendida
- Ball Lightning, una novela de 2004 de Liu Cixin, ambientada anteriormente en el mismo universo.
- La redención del tiempo, publicado originalmente en un foro de Internet como fan fiction en 2010 por Li Jun escribiendo como Baoshu, que luego fue publicado por Chongqing Press, el editor de la trilogía original, con el permiso de Liu Cixin en 2011, como Three-Body X: Aeon of Contemplación. Fue traducido por Ken Liu al inglés para Tor Books y publicado el 16 de julio de 2019 como The Redemption of Time.

## Conceptos de ciencia ficción

### Sofón
Los «sofones» son creados a partir de protones de once dimensiones que se despliegan hasta convertirse en protones bidimensionales mediante aceleradores de partículas Trisolar. Durante su estado bidimensional, se integran con circuitos para formar una supercomputadora. Una vez activada, esta supercomputadora puede controlar el nivel dimensional del protón y tiene la capacidad de replegarse en un protón de once dimensiones. A simple vista, los protones pueden desplegarse hasta una forma de cuarta, quinta o sexta dimensión, aumentando su tamaño con cada dimensión inferior adicional sin cambiar su masa. Son capaces de registrar visualmente cualquier cosa, por lo que su función secundaria es actuar como dispositivos de vigilancia, transmitiendo la información que recopilan a otro sofón de manera instantánea a través del entrelazamiento cuántico. El objetivo principal de sus creadores Trisolar es interrumpir los aceleradores de partículas de la Tierra. Son capaces de desviarse en las trayectorias de las partículas disparadas y alterar los resultados de los experimentos antes de volver a ensamblarse, bloqueando efectivamente el progreso de la ciencia. Dado que pueden moverse a través del espacio tridimensional a la velocidad de la luz, un solo sofón tiene la capacidad de alterar todos los aceleradores de partículas en la Tierra.

### Gotas
Las sondas espaciales del sistema Trisolar están cubiertas por un material de fuerte fuerza de interacción. Debido a este material, son más fuertes que cualquier material del sistema solar y, por lo tanto, son inmunes a cualquier ataque físico. Su sistema de propulsión es capaz de moverse en cualquier dirección en el espacio 3D. Al parecer no se ven afectados por la inercia, pueden realizar giros repentinos imposibles y su principal método de ataque es simplemente aplastar objetos.

### Propulsión de curvatura
Simplificado en una demostración como un trozo de jabón adherido a un bote de papel sobre el agua, donde el jabón reduce la tensión del agua en su extremo y la disparidad de tensión del agua impulsa el bote. Viajar por caminos anteriores ralentiza el barco debido a la disminución de la tensión superficial. La propulsión por curvatura es un método de aceleración a la velocidad de la luz que utiliza el mismo concepto: al reducir la velocidad de la luz, es posible arrastrar una nave a través del espacio a la velocidad de la luz, mientras que su estela es una región del espacio a velocidad reducida de la luz.

### Hibernación
En la época del Bosque Oscuro, la humanidad había desarrollado tecnología criogénica, capaz de preservar una vida humana, sin envejecimiento, durante cientos de años, salvo ciertos trastornos genéticos. Inicialmente, se ve como un signo de desigualdad antes de que se desarrolle por completo, visto como una forma para que los ricos simplemente salten a través de los siglos hacia eras de tecnología más avanzada, paz y desarrollo humano. Sin embargo, con el advenimiento de la invasión Trisolar, se convierte en una tecnología casi inútil en términos de demanda, ya que la gente prefiere morir de forma natural en un mundo todavía libre de Trisolaris en lugar de adelantarse al día del juicio final. Debido a esto, solo los investigadores y cierto personal de alto valor utilizan la criogenia para saltar en el tiempo.

### Sociología cósmica
El estudio de las interacciones teóricas entre civilizaciones cósmicas. Esta área de estudio fue propuesta por primera vez por el personaje Ye Wenjie en una conversación con el futuro Wallfacer Luo Ji. Ye Wenjie propone dos principios de la sociología cósmica: «Primero: la supervivencia es la necesidad principal de la civilización. Segundo: la civilización crece y se expande continuamente, pero la materia total del universo permanece constante».  Después de convertirse en Wallfacer, Luo Ji utiliza los principios proporcionados por Ye Wenjie para inventar la teoría del bosque oscuro del universo y la idea de la disuasión del bosque oscuro para detener la invasión Trisolar. 

## Análisis
El crítico polaco de ciencia ficción, Wojciech Orliński, argumentó que la trilogía representa el respaldo del autor a los conceptos de gobierno mundial, consecuencialismo, así como la aprobación tácita de la «sociedad de vigilancia y control de China». 

## Adaptaciones
El problema de los tres cuerpos es una película china de ciencia ficción en 3D indefinidamente pospuesta,  adaptada de El problema de los tres cuerpos, dirigida por Fanfan Zhang y protagonizada por Feng Shaofeng y Zhang Jingchu.   
- Una serie animada china de Minecraft, basada en la famosa serie, inició su emisión el 27 de febrero de 2014. [12]

- Waterdrop, un cortometraje chino de 2015 basado en The Dark Forest.

- Una serie animada china basada en The Dark Forest se emitió del 10 de diciembre de 2022 al 25 de marzo de 2023. [13]

- Una serie china de acción real basada en El problema de los tres cuerpos se emitió del 15 de enero al 3 de febrero de 2023. [14]

- Netflix lanzó una serie de acción real en inglés basada en El problema de los tres cuerpos en marzo de 2024, con David Benioff, DB Weiss y Alexander Woo como showrunners. [15]

- BBC Studios produjo una serie documental de tres partes titulada Rendezvous with the Future que explora la ciencia detrás de la ciencia ficción de Liu Cixin y la estrenó Bilibili en China en noviembre de 2022. [16] La serie incluye una extensa entrevista con Liu Cixin y cubre muchas ideas presentadas en Recuerdo del pasado de la Tierra, como: enviar mensajes a civilizaciones extraterrestres; transmisor de ondas gravitacionales; hipótesis del bosque oscuro; ascensor espacial; hibernación artificial; unidad de fusión; y acelerador de partículas circunsolar.